# Огарково (Вологодский район)
Огарково — посёлок в Вологодском районе Вологодской области. Административный центр Подлесного сельского поселения и Подлесного сельсовета.
Расстояние до районного центра Вологды по автодороге — 13 км. Ближайшие населённые пункты — Крылово, Катунино, Погорелово, Чахлово, Реброво, Медовщиково, Кишкино, Лазарево.
По переписи 2002 года население — 1400 человек (630 мужчин, 770 женщин). Преобладающая национальность — русские (97 %).